# Port Alfred

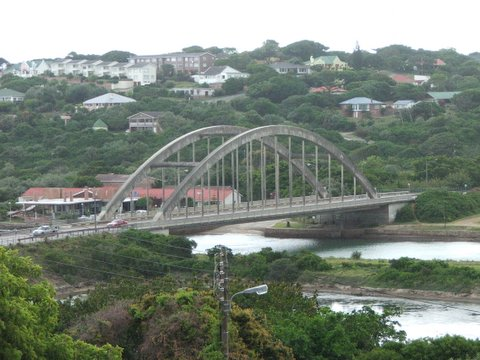
Pont a Port Alfred

Port Alfred és una ciutat de la província d'Eastern Cape a Sud-àfrica. Té 21.000 habitants. Té un port esportiu i es practica el surf. La seva platja de Kelly Beach és considerada una de les millors de Sud-àfrica. Disposa de l'escola de vol més gran del país. Hi ha un campus de la Universitat Stenden que fa que hi resideixen nombrosos estudiants.
Port Alfred va ser fundada pels britànics a principi de la dècada de 1820 amb el nom de Port Kowie i després Port Frances. El nom actual és des de 1860, en honor del fill de la reina Victòria Alfred.